# Willa „Irena” w Mielcu
Willa „Irena” – willa znajdująca się przy ulicy Tadeusza Kościuszki 38 w Mielcu, w województwie podkarpackim.

## Historia
Zaprojektowana przez mieleckiego przedsiębiorcę Zygmunta Rymanowskiego, dla jego córki Ireny skąd pochodzi zwyczajowa nazwa budynku „Willa Irena”. Budynek powstał w latach 1924-1925. Dawniej za willą znajdowała się pierwsza elektrownia w mieście oraz łaźnia parowa, oba budynki zbudowane z polecenia Zygmunta Rymanowskiego. Obecnie budynek po renowacji znajduje się w rękach prywatnych.

## Architektura
Jest to budynek piętrowy z mieszkalnym poddaszem, murowany z cegły i otynkowany. Niektóre z elementów budynku nawiązują do secesji. Dół willi jest boniowany i posiada szeroki taras, z którego poprowadzono schody z ozdobną balustradą.Ściany i bryła budynku została wzbogacona i zdobiona przez użycie kolumny, ozdobnych ostro zakończonych listw dekoracyjnych, gzymsów okiennych, dwóch balkonów i napisu "Willa Irena" na frontowej ścianie budynku oraz stolarkę. Posiada dwuspadowe dachy kryte blachą, na jego szczycie znajdują się ozdobne wieżyczki, z czego jedna z wizerunkiem koguta wskazującego cztery strony świata. Na przedniej ścianie budynku widnieje tablica upamiętniająca Zygmunta Rymanowskiego, który spędził w nim ostatnie 12 lat życia.